# 杨花乡
杨花乡，是中华人民共和国湖南省长沙市浏阳市下辖的一个乡。2015年11月18日，杨花乡和大瑶镇成建制合并设立大瑶镇。

## 行政区划
杨花乡下辖以下地区：
杨花村、端里村、华园村、山斗村、大山村、观阁村、黄岗冲村、迎新村和老桂村。